# Icy Strait
Die Icy Strait ist eine 64 km lange Meerenge im südöstlichen Teil des US-Bundesstaats Alaska. Sie liegt im Alexanderarchipel und verläuft zwischen der Insel Chichagof im Süden und dem Festland im Norden.
Die Icy Strait erstreckt sich vom Kreuzungspunkt von Cross Sound und Glacier Bay im Westen zu dem von Chatham Strait und Lynn Canal im Osten. Die größten Inseln in der Meerenge sind Pleasant und Lemesurier Island.
Die Fähren des Alaska Marine Highways verkehren in der Icy Strait und laufen dort den Hafen von Hoonah an.